# Como anillo al dedo
Como anillo al dedo fue un programa de entretenimientos argentino conducido por Nicolás Vázquez, que produce Mandarina Televisión. La temática del programa planea enfrentar a tres parejas de famosos por medio de variados juegos de competencia. Comenzó a emitirse el 19 de septiembre de 2015 y finalizó el 7 de enero de 2017, por la pantalla de El Trece.

## Temporadas

### Primera temporada
La primera temporada de Como anillo al dedo fue conducida por Nicolás Vázquez, en donde sus invitados famosos competían en parejas durante cierta cantidad de juegos para ganarse un auto 0K o en ocasiones especiales viajes a New York.
Tuvo ediciones especiales tales como Especial Día del Amigo, Especial Esperanza Mía, etc.
(19 de septiembre de 2015-25 de junio de 2016).

### Segunda temporada
La segunda temporada estrenó bajo el lema Como anillo al dedo, 100% renovado; en esta ocasión Gimena Accardi se suma a conducción junto a su pareja Nicolás Vázquez. El formato sufrió unos cambios, esta vez la pareja de conductores se enfrenta a los invitados (que ya no son famosos) en diferentes juegos, las parejas que le ganen a Gime y Nico pasan la final y se enfrentan a las otras parejas finalistas por un viaje al Caribe.
(2 de julio de 2016-7 de enero de 2017).